# دييغو سيواني
دييغو سيواني (بالإسبانية: Diego Seoane)‏ هو لاعب كرة قدم أوروغواياني، ولد في 15 سبتمبر 1976 في مونتيفيديو في الأوروغواي. لعب مع التانك سيلي وبيلا فيستا وديبورتيفو باستو وغراتزر أي كاي ونادي أكويلا ونادي أوكاس ونادي باولم ونادي راسينغ مونتيفيديو ونادي فينر ونادي نيكاكسا.